# Hymenaea verrucosa

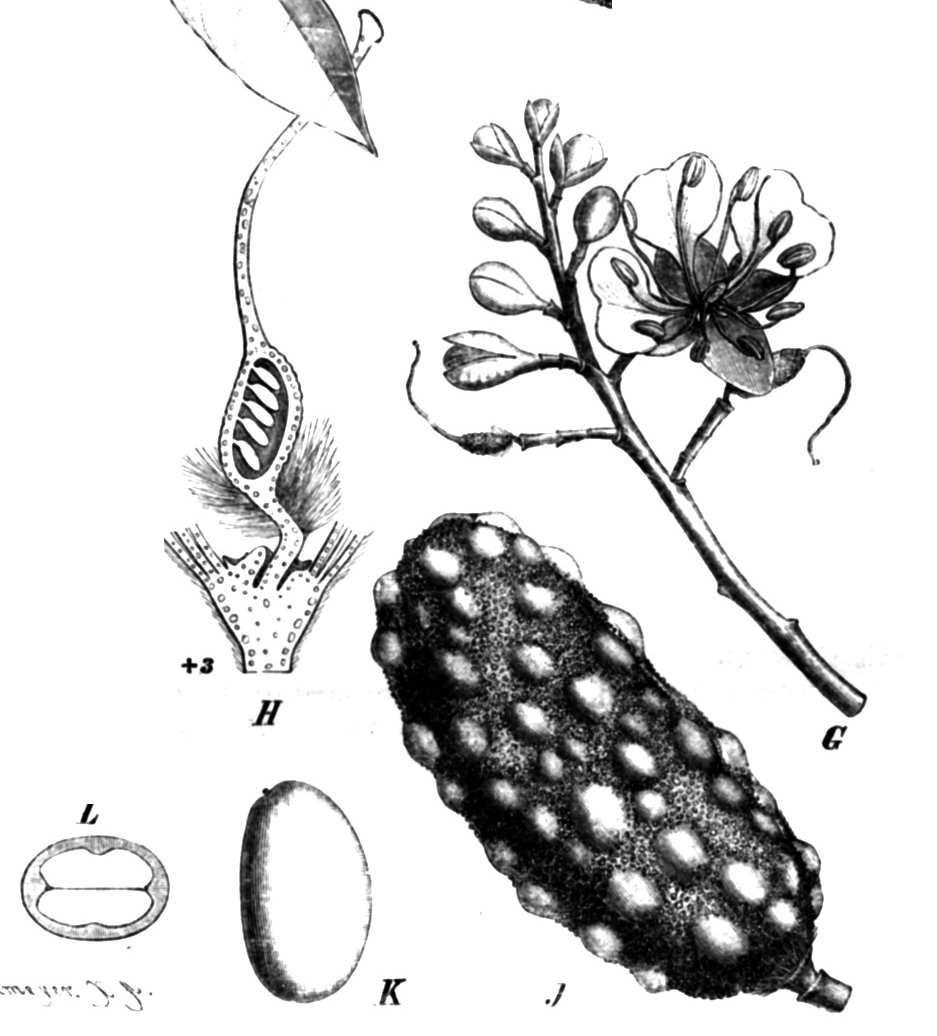
Flores e fruto de Hymenaea verrucosa.

Hymenaea verrucosa, também frequentemente referida por Trachylobium verrucosum ou como copal-de-zanzibar, é uma espécie de plantas com flor pertencente à subfamília Detarioideae da família Fabaceae.

## Descrição
A espécie é uma grande árvore (megafanerófito) nativa das regiões de clima tropical da África Oriental, cultivada em várias regiões tropicais de todo o mundo.
A espécie é presentemente em geral tratada como parte do género Hymenaea, embora alguns autores continuem a considerá-la como parte do género monoespecífico Trachylobium, sendo neste caso designada por Trachylobium verrucosum.
Um produto derivado da sua seiva, comercializado sob o nome de resina de copal é produzido na África Oriental e usado como base de um incenso. No século XVIII a indústria europeia usava esta resina como base para o fabrico de um verniz usado na manufactura de móveis e de carruagens. Foi também usado como verniz fixador em pintura artística.
No final do século XIX e início do século XX, os fabricantes de verniz da Inglaterra e da América o usavam o produto na produção de carruagens para caminho-de-ferro, aumentando em muito a procura pelo produto. Em 1859, os americanos consumiam cerca de 68% do comércio total do produto oriundo da África Oriental, controlado pelo sultão de Zanzibar, com a Alemanha a consumir cerca de 24%. A Guerra Civil Americana e a abertura do Canal de Suez levaram a Alemanha (através da África Oriental Alemã), a Índia e Hong Kong a controlar o comércio de copal a partir do final do século XIX, assim se mantendo até ao produto ficar irrelevante devido à introdução no comércio das resinas sintéticas.